# Stockhausen (Friedland)
Stockhausen ist ein Ortsteil der Gemeinde Friedland im niedersächsischen Landkreis Göttingen.

## Beschreibung
Der Ort liegt zwischen der westlich fließenden Leine und der östlich verlaufenden Landesstraße 568 (ehemals Bundesstraße 27). Auf einer Fläche von 2,54 km² leben circa 200 Einwohner.

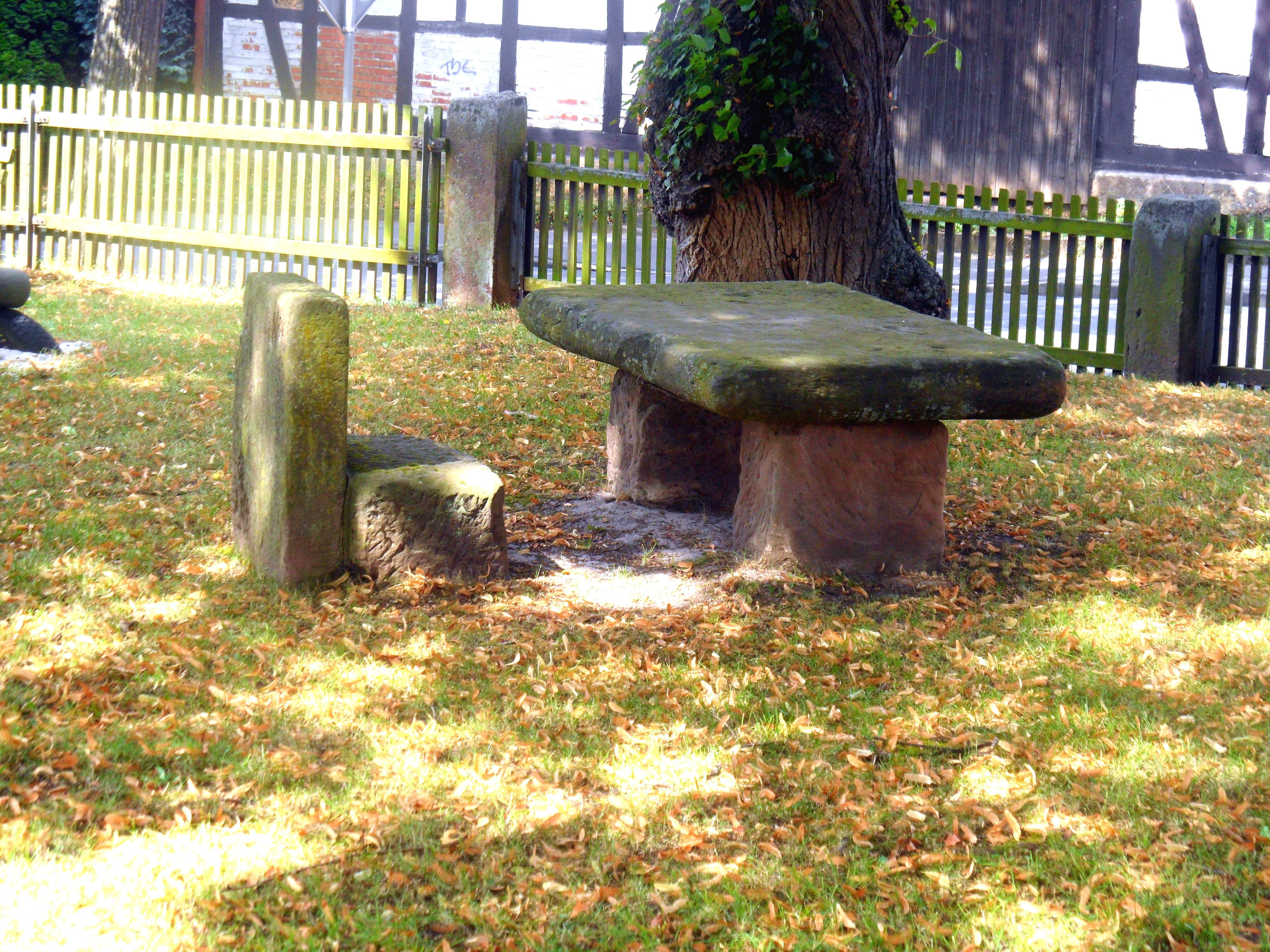
Thieplatz mit den Wappenelementen Steinstuhl und -tisch

Das Ortsbild wird bestimmt von der Mühle, dem Thieplatz, der Kirche St. Bonifatius mit dem Friedhof, stattlichen Dreiseithöfen auf großzügig bemessenen Parzellen und locker angeordneten Hofstellen.
Auf dem Thieplatz wurde im Jahr 2023 eine Dorfeiche gepflanzt. Durch die notwendige Fällung der Linde am steinernen Tisch, wurde die Möglichkeit genutzt, dort die wappengebende Eiche zu pflanzen. 

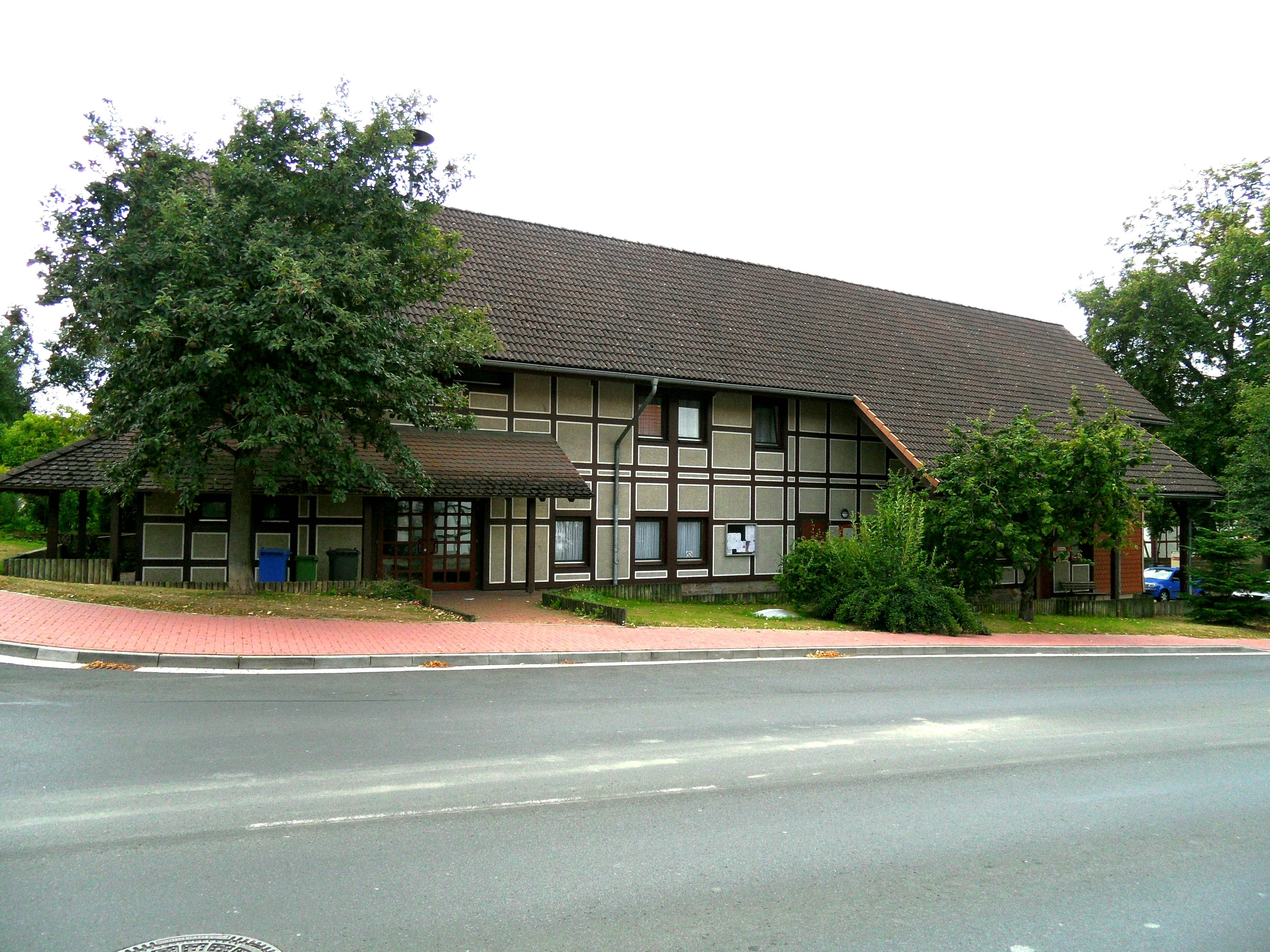
Dorfgemeinschaftsanlage mit Dorfgemeinschaftshaus

In der Mitte des Ortes, direkt an der L 564 gelegen, befindet sich die Dorfgemeinschaftsanlage mit dem Dorfgemeinschaftshaus. In dessen Erdgeschoss ist die Fahrzeughalle der Freiwilligen Feuerwehr Niedernjesa/Stockhausen und die Räumlichkeiten des Feuerwehrvereins Stockhausen untergebracht, während die obere Etage dem örtlichen Schützenverein als Vereins- und Trainingsanlage dient. 

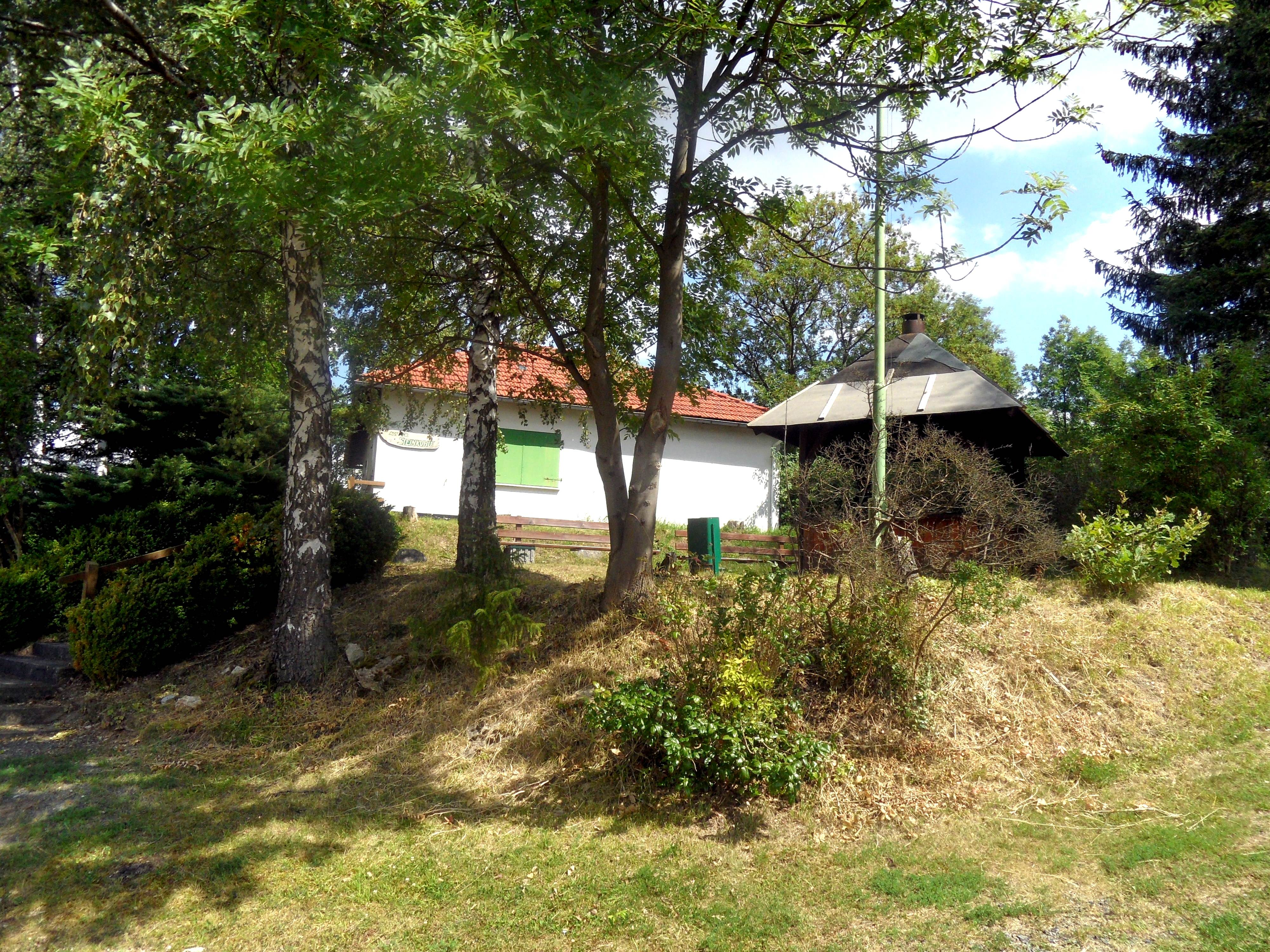
Schützenhaus auf der "Steinkuhle"

Östlich der Landesstraße 568 (ehemals Bundesstraße 27) und außerhalb des Kernortes ist die "Steinkuhle" gelegen, die mit dem Schützenhaus und dem Osterfeuerplatz zwei weitere, für das Dorfleben zentrale Treffpunkte beherbergt.

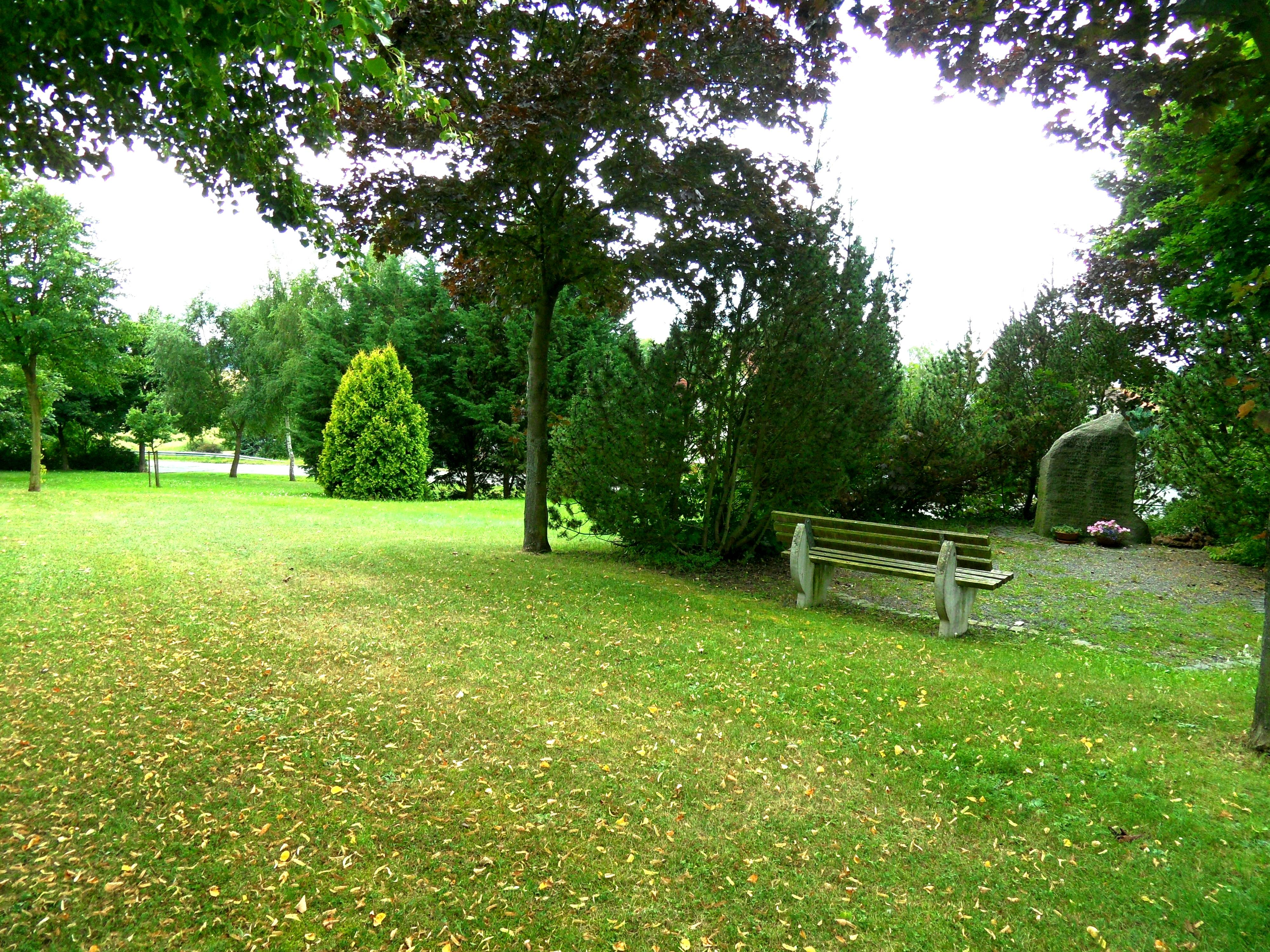
Reitbahn mit Ehrenmal (rechts)

Auf der Grünanlage "Reitbahn" im Süden des Ortes befindet sich das Denkmal zur Erinnerung der im Ersten und Zweiten Weltkrieg gefallenen Einwohner.

## Geschichte
Erstmals urkundlich erwähnt wurde der Ort im Jahr 1100. Damals firmierte der Ort noch unter dem Namen Stockhuson, ebenso in einer weiteren Nennung 1130 beim Abt Reinhard von Reinhausen. Erst 1141 wechselte er in Stockhusen über, in der er auch bis Mitte des 15. Jahrhunderts genannt wird. Die Adelsfamilie Stockhausen hatte hier ursprünglich ihren Familiensitz. Sie waren in ihrer Frühzeit Burgmänner und verübten ihren Dienst in Friedland, der Burg Niedeck, der Burg Plesse, sowie ab Mitte des 14. Jahrhunderts als castrensis in Bramborg. Sie besaßen in der Umgegend ihres Stammsitzes umfangreiche Güter, die sich noch bis in die Mitte des 19. Jahrhunderts in ihrer Hand nachweisen lassen.
Mit dem Gesetz zur Neugliederung der Gemeinden im Raum Göttingen vom 20. November 1972 wurde Stockhausen zum 1. Januar 1973 in die neu gegründete Gemeinde Friedland eingegliedert.

## Politik

### Ortsrat und Ortsbürgermeister
Stockhausen hat einen fünfköpfigen Ortsrat, der seit der Kommunalwahl 2021 ausschließlich von Mitgliedern der "Wgem. Stockhausen" besetzt ist. Diesem steht der Ortsbürgermeister Sebastian Bause vor; sein Stellvertreter ist Jörg Thiele (beide Wählergemeinschaft Stockhausen). Die aktuelle Wahlperiode endet am 31. Oktober 2026.
(Stand: Kommunalwahl am 12. September 2021)

## Kultur und Sehenswürdigkeit

### Baudenkmale in Stockhausen
Die folgenden Gebäudeensemble in Stockhausen stehen unter Denkmalschutz (Stand 1997):
- Göttinger Straße  3: Die Hofanlage ist ein stattlicher Dreiseithof. Aus dem ausgehenden 19. Jahrhundert stammt das giebelständig ausgerichtete und auf einem hohen Sockel ruhende Wohnhaus mit einem rasterartigen Fachwerk.
- Göttinger Straße 19: Im Jahr 1748 entstand das Wohnwirtschaftsgebäude der Hofanlage, wie die Inschrift im Türsturzriegel zeigt. Der stockwerkweise abgezimmerte Bau mit einem in Balkenstärke vorkragenden Oberstock wird durch paarweise angeordnete K-Streben an den Eck- und Bundständern gegliedert. Das Wohnhaus erhielt im hinteren Teil eine spätere Erweiterung.
- Göttinger Straße 20: Wohnhaus als doppelgeschossiger Fachwerkbau wohl aus dem frühen 18. Jahrhundert. Nachträglich wurde es um einen Anbau mit abgeschleppten Dach erweitert.
- Göttinger Straße 26: Der anderthalb geschossige Fachwerkbau wurde in der Zeit um 1900 als Schulhaus  gebaut. Dieser axialsymmetrisch aufgebaute Fachwerkbau hat einen ausgebauten Drempel und ist traufständig zur Göttinger Straße ausgerichtet.
- Göttinger Straße 28: St. Bonifatiuskirche

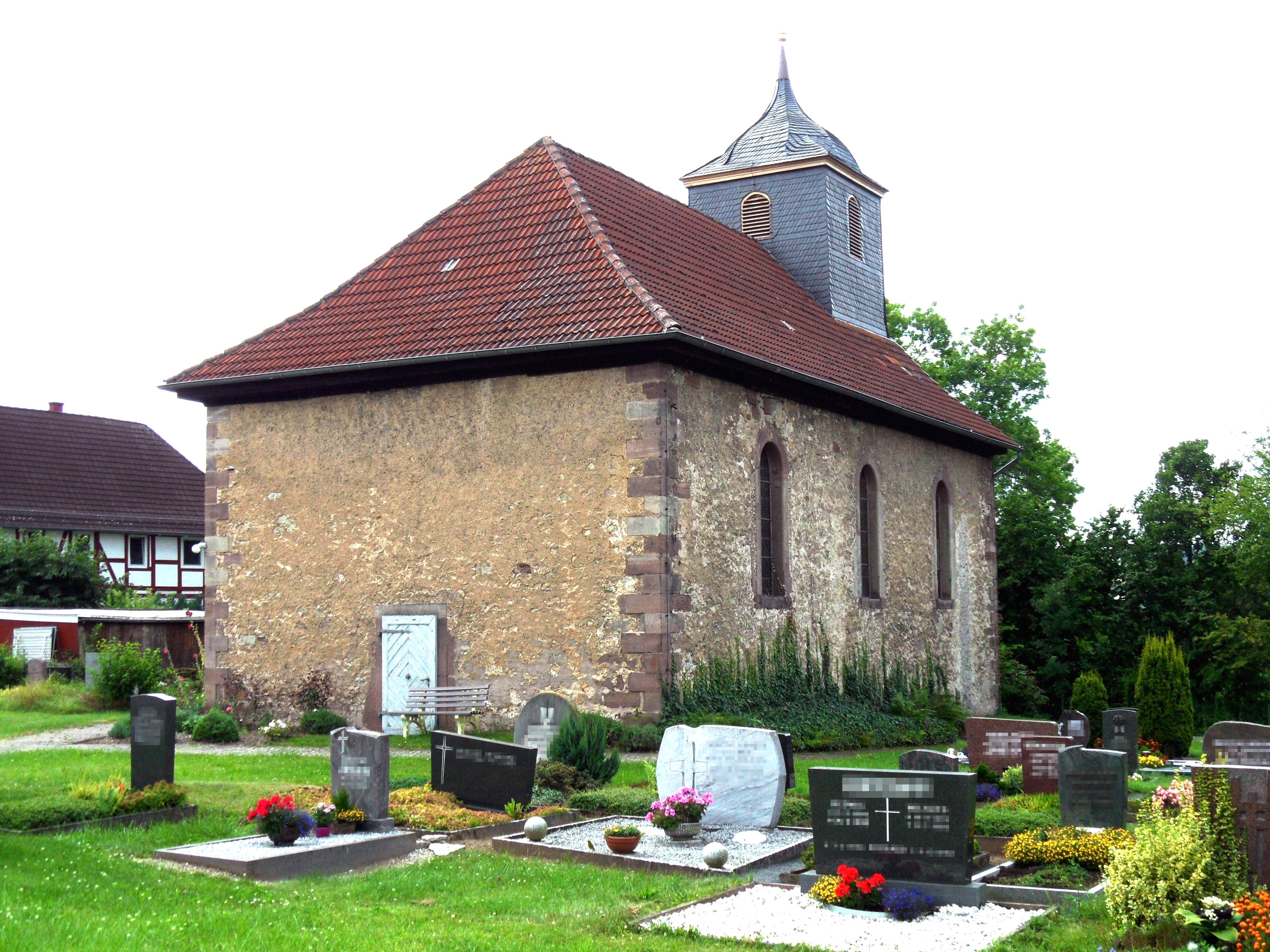
Evangelisch-lutherische Kirche St. Bonifatius mit Friedhof

- Leinebrücke

### Evangelische St. Bonifatiuskirche
Etwa in der Mitte des 18. Jahrhunderts entstand südlich von der ehemaligen Schule die Pfarrkirche St. Bonifatius als ein schlichter dreiachsiger Putzbau. Der Rechteckbau wird von einem gedrungen wirkenden verschieferten Giebelreiter mit welscher Hauge gekrönt. Zur Gliederung der Außenwände tragen in Werkstein gearbeitete Eckquader sowie Portal- und Fenstergewände bei. Die St. Bonifatiuskirche steht inmitten des Friedhofs, der von einer Bruchsteinmauer umgeben ist.

## Persönlichkeiten von Stockhausen
- Paul Gäbler (* 25. Dezember 1901 in Tiruvallur in Tamil Nadu; † 3. Oktober 1972 in Göttingen) übernahm von 1950 bis 1970 die Pfarrstelle für Niedernjesa und Stockhausen. Im Jahr 1954 sorgte er für die Renovierung des Kirchturms in Stockhausen.[6] Zu seinem beruflichen Auftrag gehörte die Ausbildung von Vikaren. Innerhalb der Ev.-luth. Landeskirche Hannovers war er Vorsitzender der Kirchenvorstände von Niedernjesa und Stockhausen und Mitglied des Kreiskirchenvorstandes, der Synode und zahlreicher ökumenischer Fachausschüsse. Die Georg-August-Universität Göttingen übertrug ihm in den Jahren 1957 bis 1972 den Lehrauftrag für Missionswissenschaft an der Theologischen Fakultät der Georg-August-Universität Göttingen.  Außerdem war er Übersetzer für den Ökumenischen Rat der Kirchen und nahm in deren Auftrag an der 3. Vollversammlung des Ökumenischen Rates der Kirchen 1961 in Neu-Delhi teil.